# Prospect (Terror Squad)
Prospect es un rapero puertorriqueño del Bronx, New York, y miembro del grupo de hip hop Terror Squad. Ha aparecido en álbumes de Big Pun y Fat Joe, así como en los dos del grupo Terror Squad.